# 27106 Jongoldman
27106 Jongoldman è un asteroide della fascia principale. Scoperto nel 1998, presenta un'orbita caratterizzata da un semiasse maggiore pari a 2,3528526 UA e da un'eccentricità di 0,0798485, inclinata di 6,14550° rispetto all'eclittica.